# 桑伽施

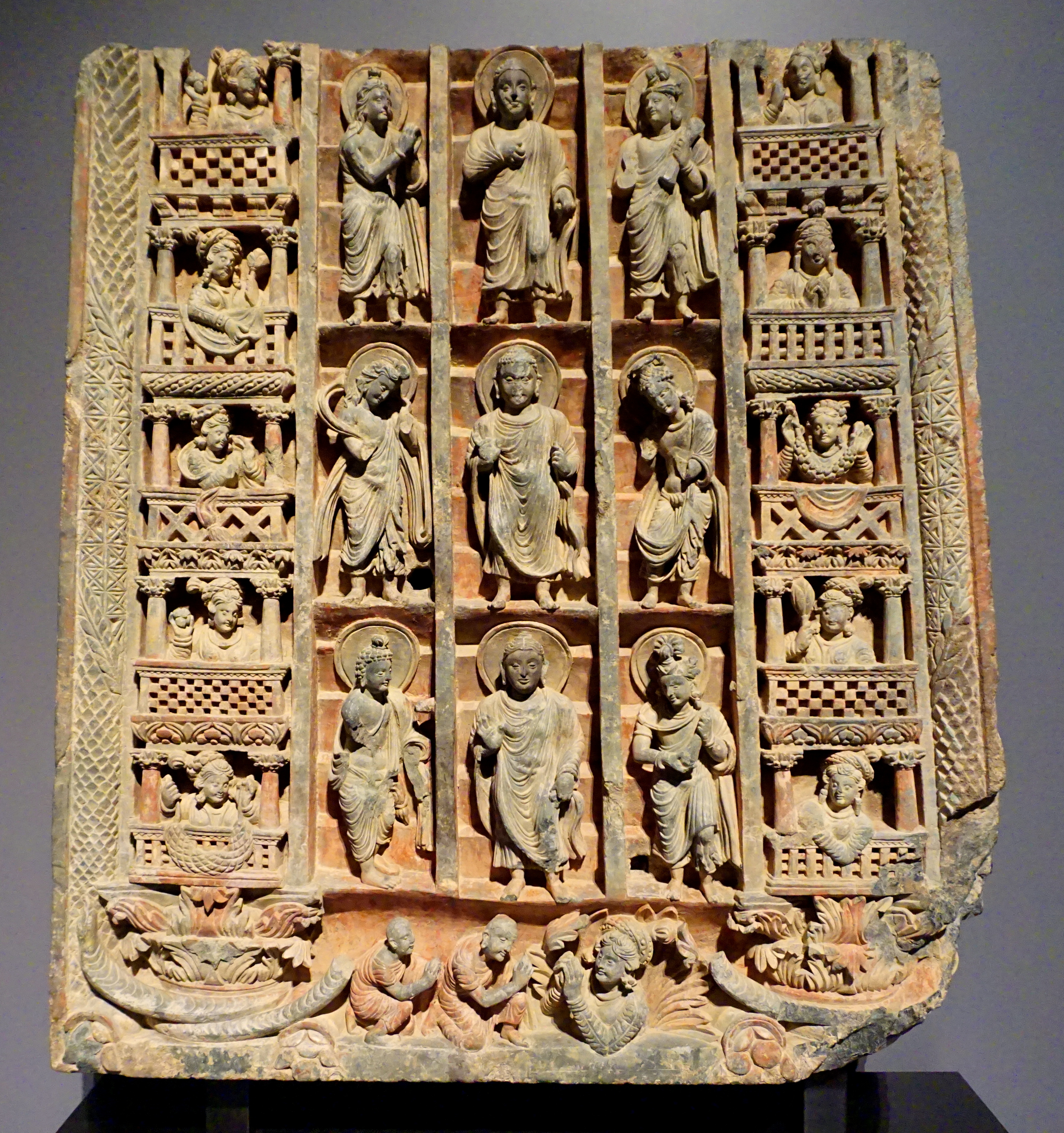
佛陀自忉利天返回

桑伽施（英語：Sankassa），佛教八大圣地之一，为释迦牟尼自忉利天返回臨降處。
桑伽施国为位于中印度恒河流域的古国，又译僧伽尸沙国、僧迦施国、僧迦奢国、僧迦舍国、僧柯奢国、桑迦尸国。《大唐西域記》稱為劫比他國，從它向東南行不到200里到達曲女城。在法显途經時，此地雜學大乘佛教和小乘佛教。玄奘途經時，此地只學小乘正量部並有大量印度教大自在天信徒。